# أليس باريت
أليس باريت (بالإنجليزية: Alice Barrett)‏ هي ممثلة أمريكية، ولدت في 19 ديسمبر 1956 في نيويورك في الولايات المتحدة.

## أعمال

### مسلسلات
- عالم آخر

## وصلات خارجية
- أليس باريت على موقع IMDb (الإنجليزية)
- أليس باريت على موقع قاعدة بيانات الفيلم (الإنجليزية)